# Cellieu
Cellieu é uma comuna francesa na região administrativa de Auvérnia-Ródano-Alpes, no departamento de Loire. Estende-se por uma área de 12,11 km². Em 2010 a comuna tinha 1 719 habitantes (densidade: 141,9 hab./km²).